# Mikstion
Mikstion - substancja służąca do przyklejania płatków metalu w pracach pozłotniczych.
Mikstion stosowano w pozłotnictwie już w starożytności. Rękopiśmienne traktaty malarskie z pierwszych wieków naszej ery podają różne przepisy na ich wykonanie w warsztacie malarskim.
Zasadnicza zasada produkcji mikstionu nie zmieniła się do dziś.
Jest on robiony przez powolne gotowanie oleju, najczęściej lnianego, z dodatkiem sykatyw i żywic naturalnych. Zagęszczoną gotowaniem substancję rozcieńcza się rozpuszczalnikiem organicznym, zwykle terpentyną, na koniec oczyszcza przez odstanie i filtrowanie.
Produkowane są mikstiony o różnym czasie schnięcia, zwykle od 2 godzin do 24 godzin.
W pracach pozłotniczych mikstion nakłada się na starannie przygotowany, dobrze wyschnięty grunt, zaizolowany (z reguły szelakiem) przy pomocy płaskiego szczeciniastego pędzla, cienką warstwą. Dużej wprawy wymaga określenie momentu gdy mikstion jest gotowy do przyklejania płatków metalu. Nie może być zbyt mokry, gdyż płatek wtedy „tonie”, a na zbyt suchym nie przykleja się.
Właściwie podeschnięty mikstion powinien przy dotknięciu  nie kleić się, a przy szybkim przeciągnięciu palcem po jego powierzchni wydawać charakterystyczny świszczący dźwięk.
Technika pozłacania na mikstionie jest techniką mało wrażliwą na czynniki atmosferyczne, dlatego znalazła zastosowanie zarówno we wnętrzach jak i na zewnątrz.
Obecnie stosowane są również mikstiony syntetyczne, oparte na syntetycznych żywicach, o bardzo krótkim czasie schnięcia ale jeszcze nie do końca zbadanych właściwościach i trwałości.